# OpenID Connect
OpenID Connect (OIDC) es un protocolo de autenticación implementada utilizando OAuth 2.0, un framework de autorización. El estándar está controlado por el OpenID Foundation.

## Descripción
OpenID Connect  es una capa de identidad sobre el protocolo  OAuth 2.0, el cual permite a los clientes verificar la identidad de un usuario basado en la autenticación realizada por un servidor de autorización, así como para obtener información de perfil del usuario utilizando un esquema REST. En términos técnicos, OpenID Connect especifica un RESTFul HTTP API, utilizando JSON como formato de datos. 
OpenID Connect permite un gran variedad de clientes, incluyendo clientes Web, aplicaciones móviles y clientes basados en JavaScript. Los clientes pueden pedir y recibir información sobre los usuarios y sesiones. La especificación puede extenderse, soportando características adicionales como la encriptación de los datos, el discovery de proveedores OpenID y la gestión de sesiones.

## Adopción
En la lista de organizaciones que utilizan OpenID Connect se incluyen Auth0, ForgeRock, Gigya, Amazon, Steam, Centrify, el gobierno chileno, Deutsche Telekom, Google, IBM, Janrain, Microsoft, Okta, OneLogin, Ping Identity, Salesforce, el Nomura Research Institute de Japón, VMware, General Electric, i-Sprint Innovations y el gobierno noruego